# Altes Wasserwerk Lösnich

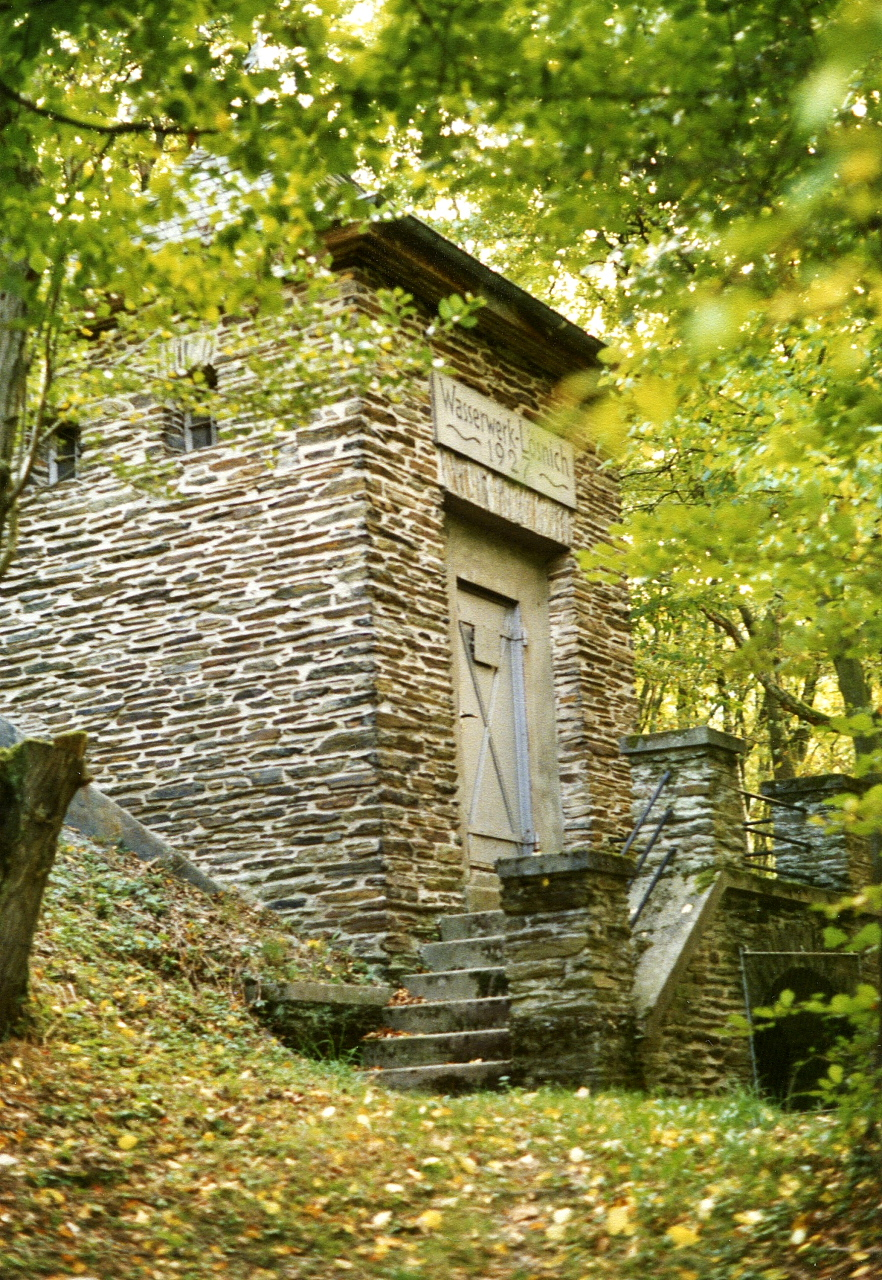
Alte Wasserwerkstation II von 1927 "Im neuen Berg" nahe dem Böngertsbach oberhalb von Kindel um 1983

Das alte Wasserwerk in Lösnich im Kreis Bernkastel-Wittlich wurde 1927 erbaut. Es versorgte Lösnich und den Ortsteil Kinheim-Kindel mit Trinkwasser bis zum Anschluss der örtlichen Wasserversorgung an das Wasserwerk der Verbandsgemeinde Bernkastel-Kues im Jahr 1995. Zwei Gebäudeeinheiten gehörten zur Anlage. Ein Wasserbehälter im Quellgebiet der Gluckertquelle im Lösnicher Hinterwald und eine weitere Station in typisch moselländischer Schieferbauweise weiter talwärts Richtung Lösnich „Im neuen Berg“ nahe dem Böngertsbach.

### Ehemalige Brunnenanlagen vor dem Bau der Wasserleitung

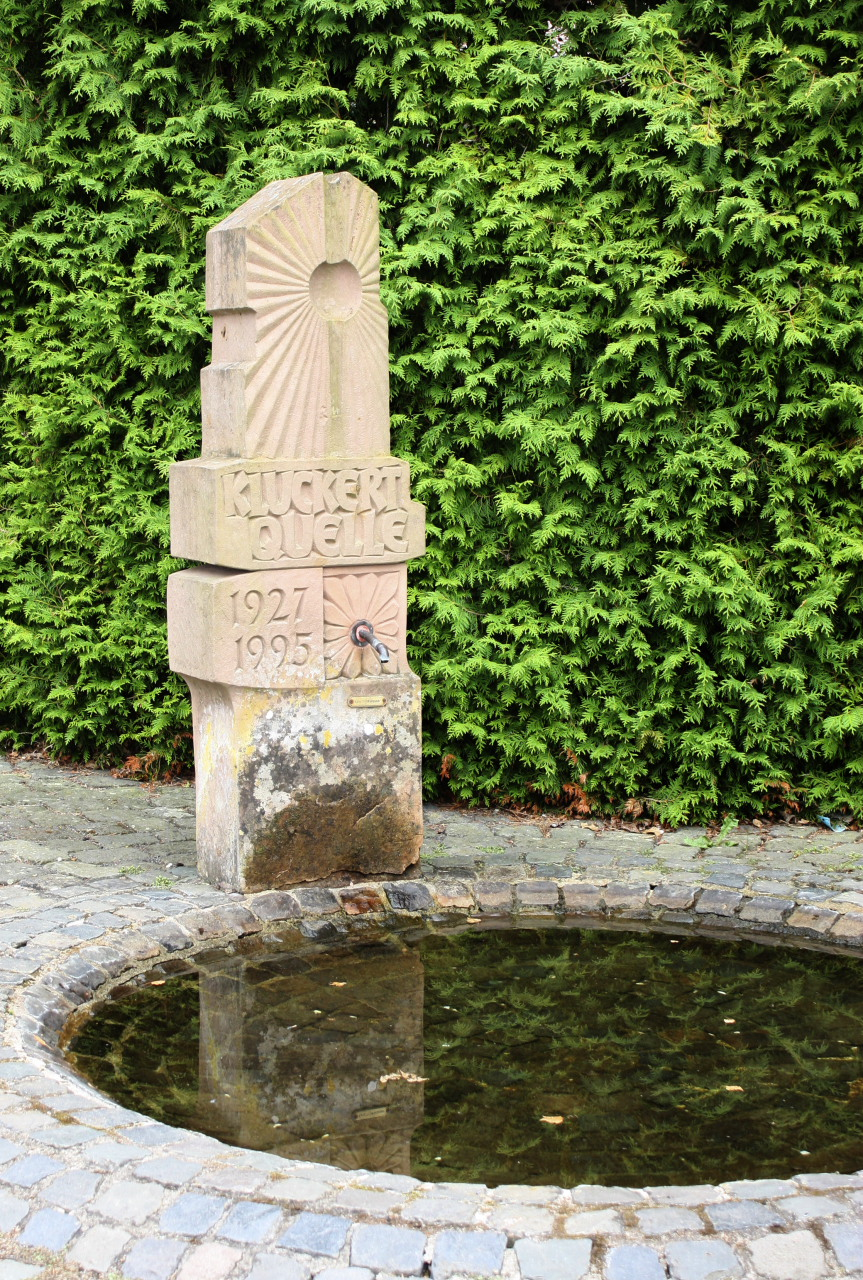
Der Kluckertbrunnen in Lösnich, 2014

## Geschichte

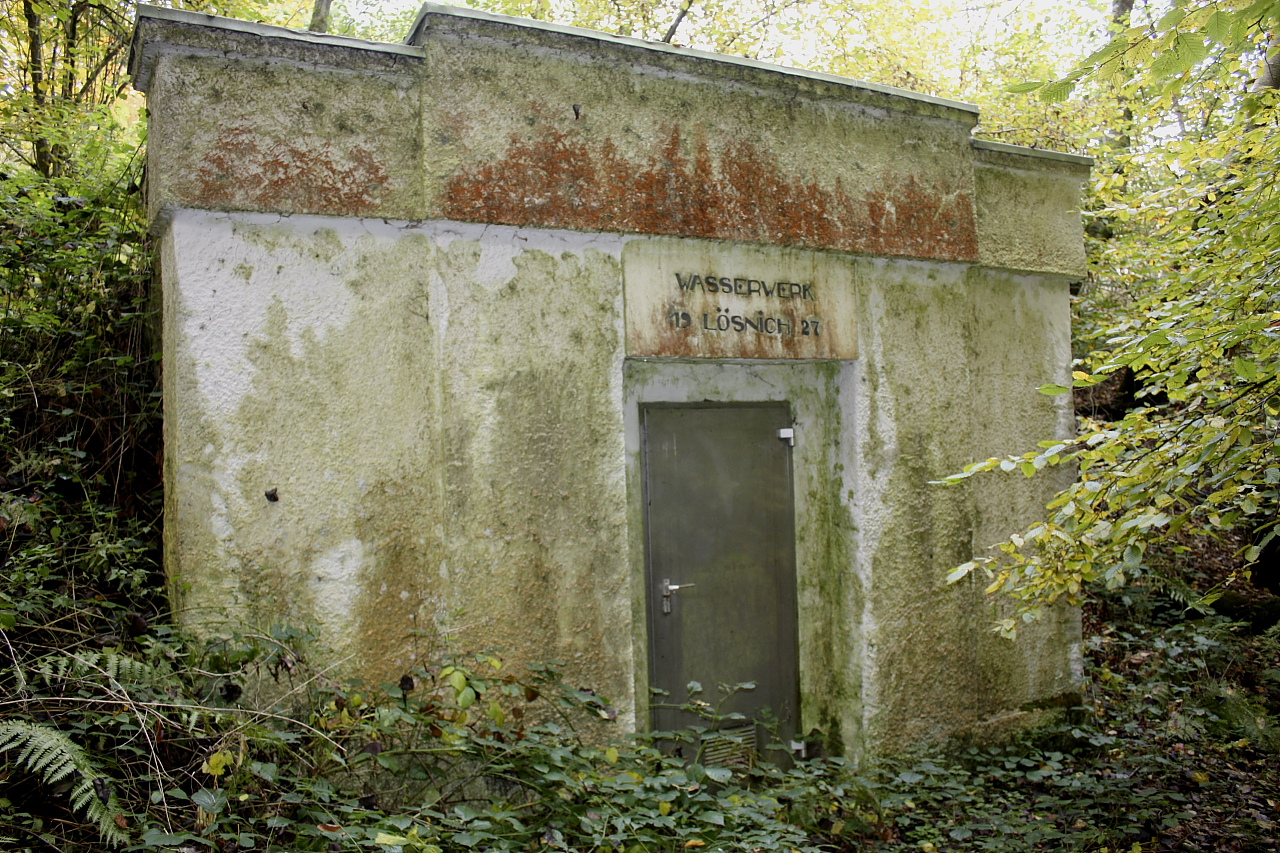
Alte, 1927 erbaute Wasserwerkstation im Lösnicher Hinterwald an der Gluckertsquelle (2013)